# Zaunwinden-Trauereule
Die Zaunwinden-Trauereule (Aedia funesta) ist ein Schmetterling (Nachtfalter) aus der Familie der Eulenfalter (Noctuidae).

## Merkmale
Die Falter erreichen eine Flügelspannweite von 34 bis 36 Millimeter. Die Zeichnung und Färbung der Falter variiert stark innerhalb der Art. Der Kopf und der Körper sind dunkelbraun. Die Vorderflügel sind braun, dunkelbraun bis fast schwarzbraun mit einem großen, halbkreisförmigen weißen bis rosafarbenen Fleck am Vorderrand zwischen der inneren und äußeren Querlinie; er ist der äußeren Querlinie angenähert. Die beiden Querlinien sind relativ schmal, schwarz und leicht gezackt. Sie heben sich nur wenig von der Grundfarbe ab. Die äußere Querlinie ist bei vielen Exemplaren weiß oder rosa gerandet (entsprechend der Farbe des Vorderrandflecks). Die Ringelmakel ist annähernd rund und schwarz umrandet. Eine Zapfenmakel ist ebenfalls vorhanden, aber nur unvollständig schwarz umrahmt und deshalb sehr undeutlich. Der Saum ist wie die Grundfarbe gefärbt, die Fransen sind jedoch bei den meisten Exemplaren etwas heller.
Die Hinterflügel sind weiß mit einem sehr breiten schwarzbraunen Rand. Die Fransen sind auf der dem Apex zugewandten Hälfte weiß mit braunen Stellen. Das Merkmal ist etwas variabel; auch die andere Hälfte der Fransen kann deutlich heller sein als der schwarzbraune Rand. Die Unterseite der Hinterflügel ist überwiegend schwarz, aber stark fleckig. In dem weißen Feld der Oberseite entgegengesetztem Feld sitzt ein größerer, kommaförmiger weißer Fleck. Auf den Vorderflügeln sitzt dieser Fleck im Diskal- bzw. Mittelfeld.
Das Ei ist halbkugelig und hellgelb; es wird kurz vor dem Schlüpfen der Eiraupe hellrot. Die Außenseite ist mit 33 bis 35 Längsrippen bedeckt, die fast die Mikropylzone erreichen. 
Die Raupe ist relativ schlank, hellbraun bis braungrau mit schwarzen und orangen Punkten. Die Bauchbeine sind voll entwickelt. Die Rückenlinie, die Nebenrückenlinien und die Seitenstreifen sind hellgelb; letztere ist zum Rücken zu von einer Reihe größerer Punkte begrenzt. Der Kopf ist relativ klein und mit schwarzen Punkt besetzt. 
Die Puppe ist relativ kurz und gelbrot gefärbt. Der gerundete Kremaster weist zwei kurze, hakenförmige Borsten auf.

### Ähnliche Arten
Der Falter der Zaunwinden-Trauereule ähnelt in der Farbe etwas dem Falter des Weißen Ordensbandes (Catephia alchymista); vor allem die Hinterflügel sind sehr ähnlich gefärbt und gemustert. Allerdings fehlt diesem Falter der auffallende weiße bis rosa Fleck am Vorderrand des Mittelfeldes des Vorderflügels.

## Geographisches Vorkommen und Lebensraum
Das Verbreitungsgebiet der Art reicht von Nordspanien über Süd- und Ostfrankreich bis Belgien, Süddeutschland, Nordostdeutschland, Polen, etwa auf Höhe von Moskau quer durch Russland bis zum Ural-Gebirge. Sie fehlt in Nordwestdeutschland, Dänemark und Skandinavien. Im Süden Europas kommt die Art in einem kleinen, isolierten Vorkommen in Zentralitalien vor, dann auf der gesamten Balkanhalbinsel bis nach Griechenland; über Kleinasien, das Kaukasusgebiet bis in den Nordiran. Die Art bevorzugt in Deutschland warme und trockene Garten- und Ackerunkrautfluren im Siedlungsbereich, auf denen reichlich die Echte Zaunwinde (Calystegia sepium) und die Ackerwinde (Convolvulus arvensis) vorkommt. Höhere Lagen werden zumindest in Mitteleuropa gemieden; die Art kommt nur in der Ebene und dem Hügelland vor. Sie fehlt auch in den Alpen.

## Lebensweise
Die Zaunwinden-Trauereule bildet zwei sich überlappende Generationen im Jahr, die Flugzeit der Falter reicht von Ende Mai bis August. Die Falter sind überwiegend nachtaktiv und besuchen Blüten. Sie werden gelegentlich auch am Tage beobachtet und werden von künstlichen Lichtquellen angezogen. Sie können auch geködert werden. Die Raupen findet man ab Juli. Sie ernähren sich ausschließlich von Echter Zaunwinde (Calystegia sepium) und Ackerwinde (Convolvulus arvensis). Sie sind nachtaktiv und verstecken sich tagsüber am Boden. Die erwachsenen Raupen der zweiten Generation überwintern in einem Erdkokon und verpuppen sich im Frühjahr.

## Taxonomie und Nomenklatur
Die Art wurde 1786 Eugen Johann Christoph Esper als Phalaena funesta erstmals wissenschaftlich beschrieben; es ist die typische Art der Gattung Aedia Hübner, 1823. Der Typus der Art stammte aus Frankfurt am Main.

## Gefährdung und Schutz
Die Art ist wegen des besonderen Habitats nur sehr lokal verbreitet; ist allerdings in diesen Habitaten relativ häufig. Die Art gilt deshalb als nicht gefährdet.